# Around the Rionez
Around The Rionez è il primo album in studio registrato dalla crew di rappers di Portoscuso La Fossa, uscito nel 1998 dopo un anno di registrazione in studio. Ha ricevuto critiche molto positive da parte di diverse riviste specializzate, italiane e anche straniere. Il disco è entrato nelle classifiche di vendite stilate da M&D, arrivando al 22º posto nel mese di settembre. Il primo single dell'album è stato Il Giorno Dopo, affiancato da un videoclip girato sulle coste sarde in digitale e in alta risoluzione grafica, così come il secondo single estratto, Al Livello Del Mare (che vede anche la partecipazione dei Flaminio Maphia), che però non è mai stato messo in circolazione per la crudezza delle immagini e dei contenuti.

## Tracce
1. Dentro l'Ob.Torio
2. Al Livello Del Mare (feat. Flaminio Maphia)
3. Il Giorno Dopo
4. West Side L.C.C.
5. La Santissima Trinità (feat. Quilo)
6. Milioni (feat. Flaminio Maphia)
7. La Staffetta (feat. Flaminio Maphia)
8. Brama
9. Welcome To Paradise
10. Lasciami Solo
11. Down To The Ob.T.
12. The End